# Bayram

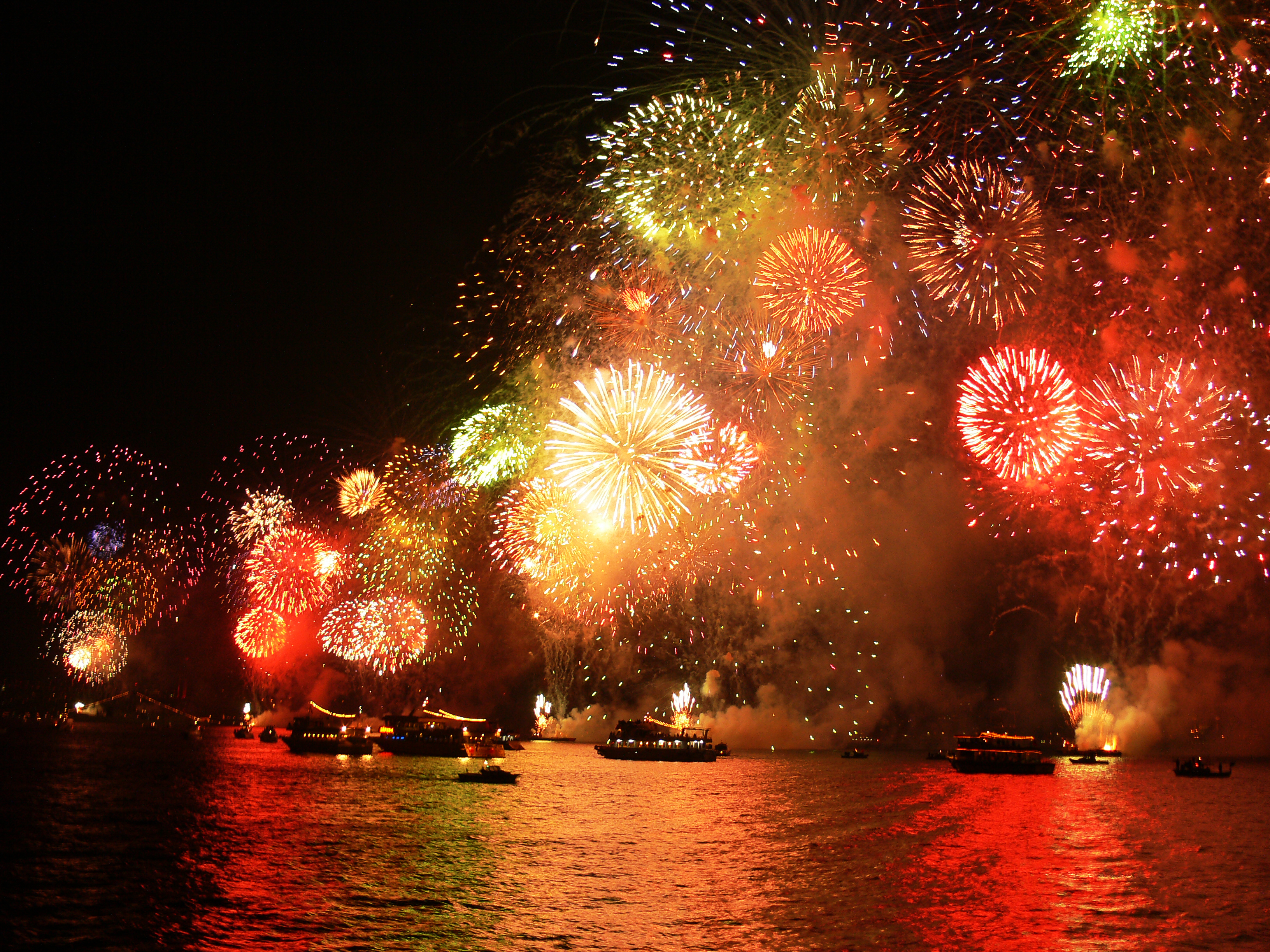
Celebraciones del día de la República en el Bósforo (Estambul, Turquía) (2007)

Bayram es una palabra turca que hace referencia a aquellas festividades que se celebran en el ámbito de todo el país, no siendo, por tanto, fiesta local. Se utiliza indistintamente para festividades religiosas o laicas. La expresión Mutlu Bayramlar equivale a Felices Fiestas.

## Calendario
Es importante tener en cuenta que en Turquía, las fechas de las fiestas nacionales laicas se fijan utilizando el calendario gregoriano.
Por el contrario, los días festivos religiosos se fijan siguiendo el calendario islámico (lunar) y se trasladan al calendario gregoriano nacional, que se traduce en las fechas de las fiestas religiosas que cambia cada año, con un margen de cambio de aproximadamente 11 días. Los días festivos del calendarios religiosos los establece el Departamento de Asuntos Religiosos del Gobierno de la Presidencia.
- Datos: Q185630